# Oceania Cup Winners' Cup
La Oceania Cup Winners' Cup, anche nota come Qantas Pacific Cup Winners' Cup per ragioni di sponsorizzazione, fu un torneo internazionale di calcio organizzato dalla OFC nel 1987, vi parteciparono i neozelandesi del North Shore United e gli australiani del Sydney City in qualità di detentori della Chatham Cup e della NSL Cup rispettivamente.
La competizione si disputò in gara unica al Fuji Film Stadium di Auckland (Nuova Zelanda), trionfarono gli australiani per 2-0.

## Tabellino
| Auckland 8 marzo 1987                                    | North Shore Utd | 0 – 2                  | Sydney City | Fuji Film Stadium (1 000 spett.) |
| \| \| \| \| \| \| Marcatori \| 29’ Saad 39’ McCulloch \| |                 |                        |             |                                  |
|                                                          |                 |                        |             |                                  |
|                                                          | Marcatori       | 29’ Saad 39’ McCulloch |             |                                  |

| North Shore United | Sydney City |

| North Shore Utd |  |                 |     |
|                 |  |                 |     |
| P               |  | Allan Gilgrist  |     |
| D               |  | Paul Loader     |     |
| D               |  | Robert Ironside |     |
| D               |  | Craig Simpson   |     |
| D               |  | Darlington      | ?1’ |
| C               |  | Duncan Cole     |     |
| C               |  | Allan Boath     |     |
| C               |  | Keith Hobbs     |     |
| C               |  | Keith Mackay    |     |
| A               |  | Harrison        | ?2’ |
| A               |  | Kevin Hagan     |     |
| Sostituzioni:   |  |                 |     |
| D               |  | Chris Harding   | ?1’ |
| A               |  | Justin Worsley  | ?2’ |

| Sydney City   |  |                      |     |
|               |  |                      |     |
| P             |  | Clint Gosling        |     |
| D             |  | Ean Rodrigues        |     |
| D             |  | Alec Robertson       |     |
| D             |  | Steve O'Connor       |     |
| D             |  | Robert Hooker        |     |
| C             |  | Grant Lee            |     |
| C             |  | Ian Souness          | ?1’ |
| C             |  | Tom McCulloch        |     |
| C             |  | Jean-Paul de Marigny |     |
| A             |  | Murray Barnes        |     |
| A             |  | Abbas Saad           | ?2’ |
| Sostituzioni: |  |                      |     |
| C             |  | Parrish              | ?1’ |
| A             |  | Graham Patterson     | ?2’ |